# Standards, Vol. 1
Standards, Vol. 1 från 1983 är det första musikalbumet med Keith Jarretts ”Standards Trio”. Trion bildades på initiativ av producenten Manfred Eicher på ECM och samlades utan att repetera och utan någon planerad låtlista i en studio på Manhattan för att under en och en halv dag spela in jazzstandards. Det inspelade materialet räckte till tre album Standards, Vol. 1 & 2 och Changes.

## Låtlista
1. Meaning of the Blues (Bobby Troup/Leah Worth) – 9:26
2. All the Things You Are (Jerome Kern/Oscar Hammerstein) – 7:48
3. It Never Entered My Mind (Richard Rodgers/Lorenz Hart) – 6:49
4. The Masquerade is Over (Allie Wrubel/Herb Magidson) – 6:01
5. God Bless the Child (Billie Holiday/Arthur Herzog Jr) – 15:33

## Medverkande
- Keith Jarrett – piano
- Gary Peacock – bas
- Jack DeJohnette – trummor